# Albert Mbonerane
Albert Mbonerane (né le 14 novembre en 1953 sur la Colline Kamuna de la province Cankuzo, au Burundi), est un homme politique burundais, notamment ministre de 2001 à 2005, et s'engage dans l'action écologique.

## Biographie
Journaliste de formation, Albert Mbonerane milite dans sa jeunesse pour les droits de l'homme.  Il est notamment président de la Ligue Iteka pendant quelques mois en 1993.
Au cours de sa carrière politique, il est notamment nommé ambassadeur près le Saint-Siège et en Allemagne.  Exilé en Allemagne pendant la guerre civile, il revient au Burundi à la suite des accords d'Arusha.  Pendant la phase de transition politique définie par ces accords, il est ministre de la communication et porte-parole sous Pierre Buyoya puis ministre de l'environnement sous Domitien Ndayizeye.
C'est durant ce second mandat ministériel qu'il prend conscience de l'importance de l'enjeu environnemental pour la population de son pays.  Depuis cette époque, il tente de convaincre ses compatriotes de l'importance des enjeux environnementaux qui doivent, selon lui, être pris en compte dans tous les domaines de l'action publique.
En tant que ministre de l'environnement, il s'engage notamment dans la protection du lac Tanganyika au bord duquel s'étend Bujumbura de sorte que le Burundi est, en juillet 2004, le premier pays à ratifier la convention sur la protection du lac.
Depuis 2005, il est président de l'association Action ceinture verte pour la protection de l’environnement (ACVE) qui 
- a permis la préservation et le réaménagement du jardin public de Bujumbura[8] ;
- lutte contre l'érosion en promouvant des plantations spécifiques et des pratiques culturales durables[9] ;
- tente de faire respecter les parcs nationaux[10].